# Kazaczji Łagieri
Kazaczji Łagieri (ros. Казачьи Лагери) – osiedle w Rosji, w obwodzie rostowskim, w rejonie oktiabrskim. W 2010 liczyło 4994 mieszkańców.